# Antonio Calenda
Pour les articles homonymes, voir Calenda (homonymie).
Antonio Calenda (né en 1939 à Buonabitacolo (province de Salerne) est un metteur en scène de théâtre et réalisateur de cinéma Italien.

## Biographie
Calenda a obtenu un diplôme en philosophie du droit et a étudié tout particulièrement l'Orestie d'Eschyle, une tragédie qui analyse le concept de la justice. Très rapidement il lance un projet de recherche en fondant le théâtre expérimental Centouno avec Gigi Proietti et Virginio Gazzolo, entreprise à laquelle collaborent également Piera Degli Esposti e Francesca Benedetti. Ces dernières joueront plus tard au sein du Teatro Stabile de L'Aquila dirigé par intermittence par Calenda.
Très polyvalent, Calenda a mis en scène des pièces d'auteurs classiques tels William Shakespeare, Carlo Goldoni, Samuel Beckett, Bertolt Brecht et Achille Campanile, en y apportant une touche dramaturgique contemporaine. Calenda a participé en outre à des productions radiophoniques, à des opéras et à des adaptations télévisées de pièces de théâtre. On relèvera notamment son activité de dramaturgie dans les comédies Cinecittà et Le ragazze di Lisistrata. Il est l'auteur d'une œuvre cinématographique majeure, Il giorno del furore (1973) avec Claudia Cardinale.
En 1995 il est nommé directeur du Teatro Stabile du Frioul-Vénétie Julienne.

## Filmographie

### Scénariste
- 1980: Un matrimonio in provincia (TV)
- 1975: La signora Ava (TV)
- 1973: Il giorno del furore (Avril rouge / Days of Fury) (avec Claudia Cardinale)

### Réalisateur
- 1978: L'agente segreto (mini-série TV)
- 1975: La signora Ava (TV)
- 1973: Il giorno del furore (Avril rouge / Days of Fury) (avec Claudia Cardinale)